# Joseph Panimayadas Chandrababu
Joseph Panimayadas Rodríguez Chandrababu (Thoothukudi, 5 de agosto de 1927 - Chennai, 8 de marzo de 1974; tamil: ஜோசப் பனிமயதாஸ் சந்திரபாபு) fue un actor, cantante, comediante y bailarín indio de ascendencia hispana, cuyo estilo se hizo famoso tras presentarse en las pantallas como sus movimientos y su forma de cantar, se hizo popular a partir de la década de los años 1940 y principios de los años 1970. Su estilo ha sido comparado con la de Jerry Lewis. Tenía dominio en el Madras Bashai, un dialecto único de la región de Madras, donde también incursionó en la comedia denominado slapstick y en la que fue emulado por actores posteriores, tales como Prabhu Deva en la película de Kaadhalan. Muchas de sus canciones siguen siendo populares.
Existe una gran confusión con respecto a su nombre completo. Su apellido ha sido diversamente dado como Chandrababu, Rodríguez y Fernando, mientras que su segundo nombre se ha demostrado como Panimayadas o Pichai, y su primero como Joseph o Jacob. Su padre era Joseph Pichai Rodríguez y su madre Roselin Fernando.

## Canciones populares en Tamil
La mayor partes de sus canciones populares, fueron interpretadas en lengua Tamil:
| Año  | Película                      | Canciones                                          | Música                                | Co-cantantes                                |
| ---- | ----------------------------- | -------------------------------------------------- | ------------------------------------- | ------------------------------------------- |
| 1951 | Mohanasundaram                | Poda Raja Podi Nadaya                              | T. G. Lingappa                        |                                             |
| 1951 | Mohanasundaram                | Hello My Dear Darling Hello My Rose Charming       | T. G. Lingappa                        |                                             |
| 1952 | Andhaman Kaidhi               | I love you..I love you.. Aasaiyanene Un Mele       | T. Govindarajulu Naidu                | A. G. Rathnamala                            |
| 1953 | Kangal                        | Aalu Ganam Aanal Moolai Gaali                      | S. V. Venkatraman                     |                                             |
| 1954 | Kalyanam Panniyum Brahmachari | Jolly Life, Jolly Life                             | T. G. Lingappa                        | playback for Sivaji Ganesan                 |
| 1954 | Penn                          | Kalyanam Kalyanam... Ullasamagave Ulagathil        | R. Sudharsanam                        | playback for S. Balachander                 |
| 1955 | Gul-E-Bagaavali               | Paraanda Mannar Ellam.... Achi Nimirndha Vandi     | M. S. Viswanathan & T. K. Ramamoorthy | A. G. Rathnamala                            |
| 1955 | Maman Magal                   | Gova Mambazhame Malgova Mambazhame                 | S. V. Venkatraman                     |                                             |
| 1957 | Mahadhevi                     | Un Thirumugathey Oru Mugama                        | M. S. Viswanathan & T. K. Ramamoorthy | A. G. Rathnamala                            |
| 1957 | Mahadhevi                     | Thanthana Taalam Poduvom                           | M. S. Viswanathan & T. K. Ramamoorthy | A. G. Rathnamala                            |
| 1957 | Pudhayal                      | Unakkaga Ellam Unakkaga                            | M. S. Viswanathan & T. K. Ramamoorthy |                                             |
| 1957 | Pudhayal                      | Hello My Dear Ramy                                 | M. S. Viswanathan & T. K. Ramamoorthy | A. L. Raghavan                              |
| 1957 | Pudhumai Pithan               | Araichi Mani.... Thillaana Paatu Paadi Kullathaara | G. Ramanathan                         | Jikki                                       |
| 1957 | Pathini Dheivam               | Aathukku Paalam Avasiyam                           | M. S. Viswanathan & T. K. Ramamoorthy | T. M. Soundararajan                         |
| 1957 | Manamagan Thevai              | Bambara Kannale                                    | G. Ramanathan                         |                                             |
| 1957 | Samaya Sanjeevi               | Paper Paper                                        |                                       |                                             |
| 1958 | Padhi Bhakti                  | Rock Rock Rock                                     | M. S. Viswanathan & T. K. Ramamoorthy | V. N. Sundaram                              |
| 1958 | Padhi Bhakti                  | Intha Thinnai Paechu Veeranidam                    | M. S. Viswanathan & T. K. Ramamoorthy | T. M. Soundararajan                         |
| 1958 | Padhi Bhakti                  | Kosari Kosari                                      | M. S. Viswanathan & T. K. Ramamoorthy |                                             |
| 1958 | Kathavarayan                  | Jigu Jigu Jigu                                     | G. Ramanathan                         | Jikki                                       |
| 1958 | Kathavarayan                  | Thanthaane Thane Thanthaane                        | G. Ramanathan                         |                                             |
| 1958 | Nadodi Mannan                 | Thadukkadhe Ennai Thadukkadhe                      | S. M. Subbaiah Naidu                  | K. Jamuna Rani                              |
| 1959 | Maragadham                    | Kunguma Poove Konjum Puraave                       | S. M. Subbaiah Naidu                  | K. Jamuna Rani                              |
| 1959 | Pandi Thevan                  | Nee Adinal                                         |                                       | K. Jamuna Rani                              |
| 1959 | Pandi Thevan                  | Solluratha Solliputaen                             |                                       |                                             |
| 1959 | Sahodari                      | Naan Oru Muttalunga                                | R. Sudharsanam                        |                                             |
| 1960 | Kavalai Illaadha Manithan     | Pirakkum Podhum Azhukindrai                        | M. S. Viswanathan & T. K. Ramamoorthy |                                             |
| 1961 | Sri Valli                     | Ayyo Machan Mannaru                                |                                       |                                             |
| 1961 | Kumara Raja                   | Aan Ondru Aada Penn Ondru Paada                    |                                       | P. Leela                                    |
| 1961 | Kumara Raja                   | Onnume Puriyalae Ulagathile                        |                                       |                                             |
| 1961 | Kumara Raja                   | Moodinaalum Thiranthaalum                          |                                       | K. Jamuna Rani                              |
| 1961 | Kumara Raja                   | Ennai Paartha Kannu                                |                                       | K. Jamuna Rani                              |
| 1962 | Paadha Kaanikkai              | Kadhal Embathu Edhu Varai                          | M. S. Viswanathan & T. K. Ramamoorthy | P. B. Sreenivos, P. Suseela & L. R. Easwari |
| 1962 | Paadha Kaanikkai              | Thaniya Thavikkira Vayasu                          | M. S. Viswanathan & T. K. Ramamoorthy |                                             |
| 1962 | Annai                         | Buthiyulla Manidharellam                           | R. Sudharsanam                        |                                             |
| 1962 | Policekaaran Magal            | Porandhalum Aambalaiya Porakka Koodadhu            | M. S. Viswanathan & T. K. Ramamoorthy | L. R. Easwari                               |
| 1962 | Bandhapaasam                  | Eppo Vachikkalaam Eppadi Vachikkalaam              | M. S. Viswanathan & T. K. Ramamoorthy |                                             |
| 1962 | Senthamarai                   | Thangadhamma Thangadhu Samsaram Thangadhu          | M. S. Viswanathan & T. K. Ramamoorthy | K. Jamuna Rani                              |
| 1963 | Kadavulai Kanden              | Konjam Thallikanum                                 |                                       | K. Jamuna Rani                              |
| 1963 | Kadavulai Kanden              | Ungal Kaigal Uyarattum                             |                                       | P. B. Sreenivos                             |
| 1963 | Yaarukku Sondham              | Ennai Theriyalaiyaa                                |                                       |                                             |
| 1964 | Aandavan Kattalai             | Sirippu Varudhu Sirippu Varudhu                    |                                       |                                             |
| 1966 | Thattungal Thirakkappadum     | Kanmani Pappa                                      |                                       |                                             |
| 1967 | Valiba Virundhu               | Ondra Kannu Doriya                                 |                                       | K. Jamuna Rani                              |
| 1968 | Nimirnthu Nil                 | Pudichalum Pudhicha Puliyankomba Pudicha           |                                       | L. R. Easwari                               |
| 1972 | Neethi                        | Engaladhu Boomi                                    |                                       | T. M. Soundararajan, P. Suseela & Manorama  |

- Yeh Vilayaadu Raaja Vilayaadu
- Oho meri bul bul bul (con Jamuna Rani)